# Cordia guerckeana
Cordia guerckeana är en strävbladig växtart som beskrevs av Ludwig Eduard Loesener. Cordia guerckeana ingår i släktet Cordia, och familjen strävbladiga växter. Inga underarter finns listade i Catalogue of Life.